# Пільгерсдорф
Пільгерсдорф (нім. Pilgersdorf) — громада округу Оберпуллендорф у землі Бургенланд, Австрія.
Пільгерсдорф лежить на висоті  375 м над рівнем моря і займає площу  43,9 км². Громада налічує 1648 мешканців. 
Густота населення 38/км².  
|                                       |
| Пільгерсдорф на мапі округу та землі. |

 Адреса управління громади: Kirchschlager Str. 2, 7441 Pilgersdorf.

## Демографія
Історична динаміка населення міста за даними сайту Statistik Austria

## Галерея

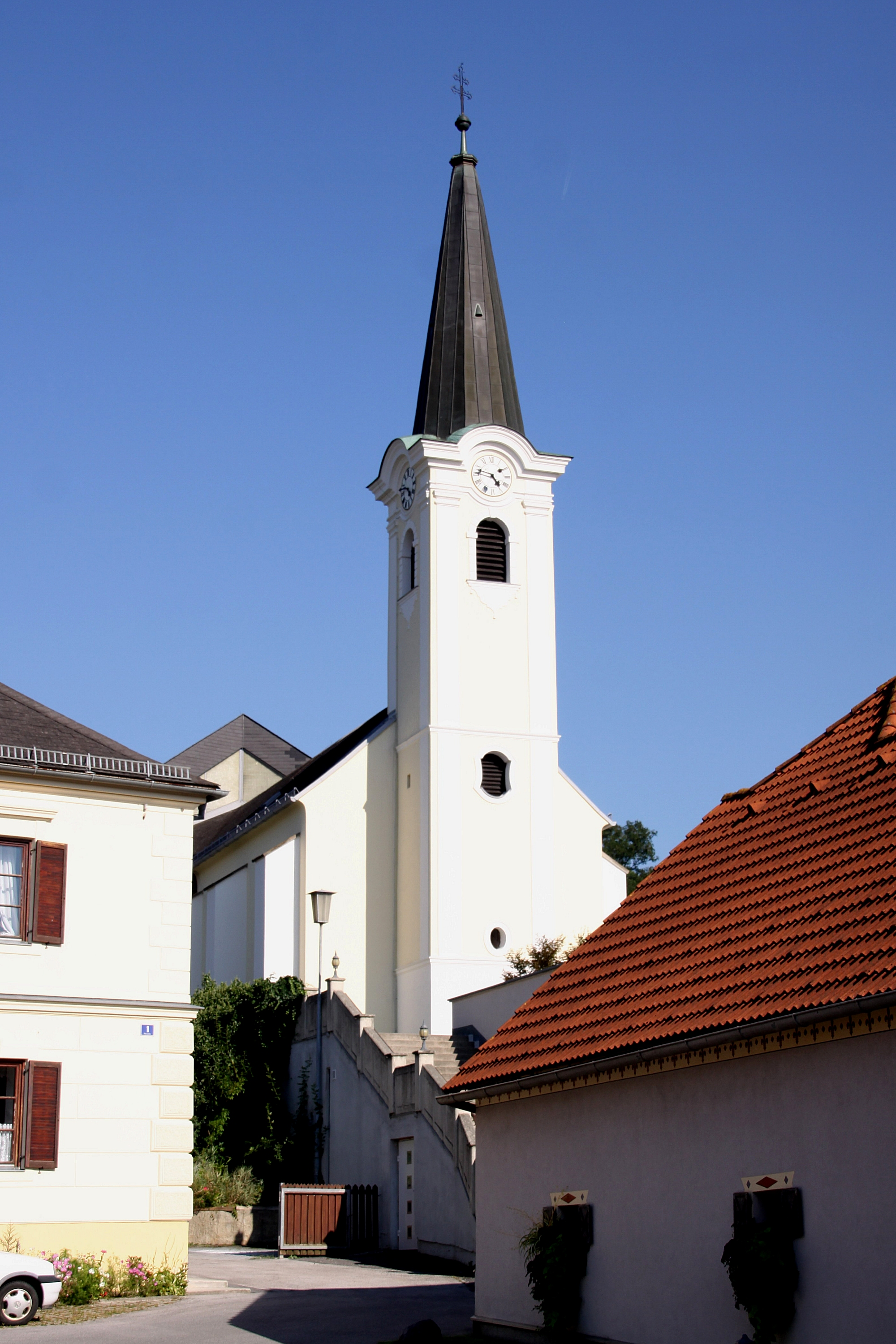
Церква святого Агідія
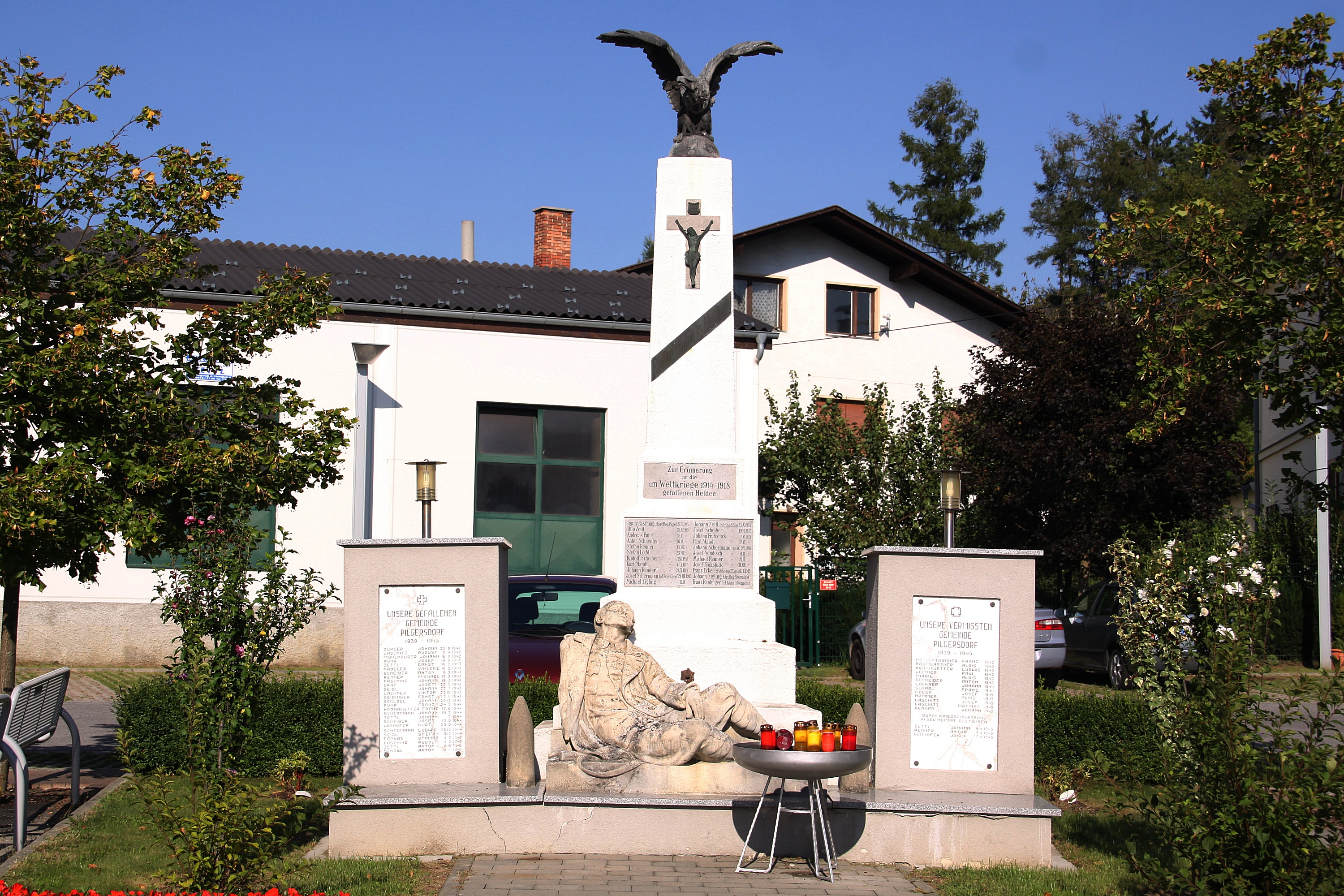
Пам'ятник загиблим у світових війнах
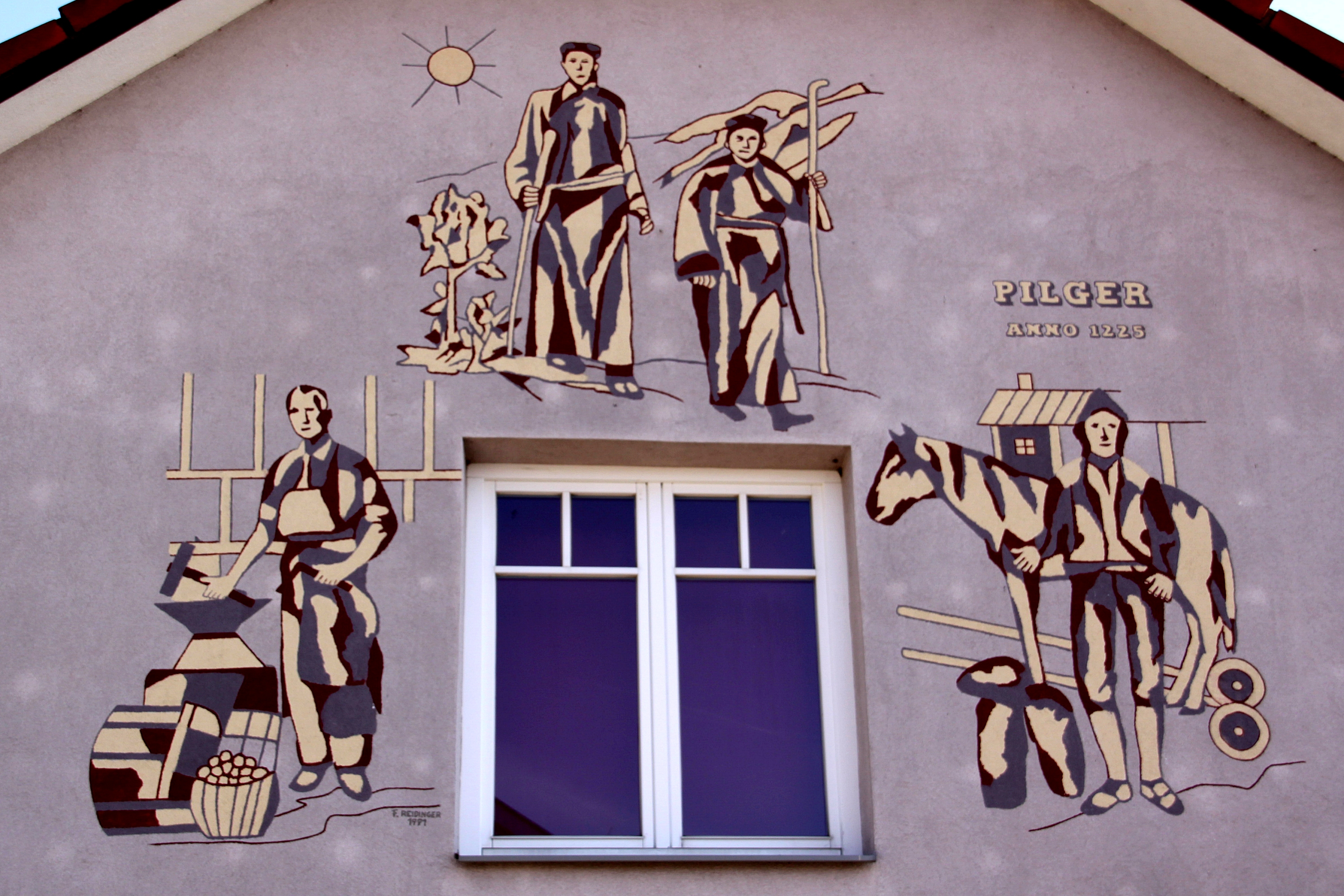

## Виноски
1. ↑  Dauersiedlungsraum der Gemeinden Politischen Bezirke und Bundesländer - Gebietsstand 1.1.2018 — Статистичне управління Австрії.
2. ↑  www.pilgersdorf.at. Архів оригіналу за 24 березня 2022. Процитовано 25 березня 2022.
3. ↑  Gemeindedaten von Pilgersdorf. Архів оригіналу за 29 вересня 2007. Процитовано 12 листопада 2013.

| Австрія | Це незавершена стаття з географії Австрії. Ви можете допомогти проєкту, виправивши або дописавши її. |